# Binitarisme
Le binitarisme est une conception théologique chrétienne selon laquelle Dieu n'est qu'en deux personnes. Ainsi le binitarisme s'oppose à la fois au trinitarisme et à l'unitarisme, qui stipulent respectivement qu'il est en trois personnes ou en une seule.
Le binitarisme ne doit pas être confondu avec le dithéisme ou le bithéisme, selon lesquels il y aurait deux principes divins formant une dyade (conceptions qui différent du trithéisme en ce qu'elles n'admettent que deux principes, et non trois).

## Histoire du concept
Le terme de « binitarisme » a été utilisé la première fois en 1898 par Friedrich Loofs (en) dans un article de l'encyclopédie allemande Realencyklopädie für protestantische Theologie und Kirche pour désigner l'étape qui précède la constitution d'une doctrine trinitaire ; étape selon laquelle la réalité de la divinité du Christ ne se pense pas dans la mesure où il est un être préexistant au monde, mais dans la mesure où il est l'« esprit » ou le « souffle » (πνεύμα, pneûma en grec) de Dieu. Loofs classe ainsi le binitarisme dans la catégorie de la Geistchristologie (christologie pneumatique), du fait qu'il lui semble que l'une des bases du binitarisme est celle de l'identification du la Parole (λόγος, lógos) avec l'Esprit (πνεύμα, pneûma).
Selon Loofs, le binitarisme procède de l'incapacité théologique à distinguer le Fils de l'Esprit en Dieu, et lui attribue ainsi un aspect « naïf » dans la conception de Dieu. Les deux autres conceptions naïves de Dieu classées par Loofs sont le pluralisme théistique - trithéisme ou dithéisme - et le modalisme.
De la même manière et plus récemment, notamment sous les travaux de Larry W. Hurtado et de Alan F. Segal (en), l'interprétation du binitarisme restera la même que dans l'école de l'histoire des religions. Elle est une doctrine vue comme « effort primitif de ce qui deviendra plus tard la doctrine de la trinité ».
Selon Bogdan G. Bucur une telle interprétation apparaît comme contradictoire avec la manière dont les premiers chrétiens pensaient Dieu et pratiquaient leur foi. En effet, Bucur remarque :

« Pour les chrétiens du second siècle, toutes les discussions autour du Père, du Fils et du Saint Esprit commencent avec la vie concrète de l'église : la transformation ascétique de l'individu, la participation liturgique, la croyance en la prophétie et les expériences mystiques. En contraste, les érudits qui ont inventé et popularisé la notion de "binitarisme" l'ont fait dans le but théorique de penser Dieu comme trinité, qui, indépendamment de si cela faisait partie de leur foi personnelle ou de leur direction d'étude (ou, quelquefois, érigeait cette position en homme de paille dans une optique de polémique), équivaut, pour citer Rahner, au concept métaphysique de la Trinité en tant qu'elle existerait en "isolation splendide", déconnectée de l'histoire du Salut, et donc sans rapport avec la théologie et l’expérience et la piété chrétiennes. »

## Évolution de la doctrine

### Antiquité
Hurtado use du terme de « binitarien » pour décrire la position de premiers chrétiens sur Dieu et sa nature, et qui notamment attribuaient à Jésus certaines caractéristiques que Dieu seul, dans le judaïsme, peut avoir. Cependant cette position qui semble dévier du monothéisme juif, dans lequel Dieu est seul et unique, reste bien une forme de monothéisme ; forme de monothéisme qui se distingue alors subtilement d'une position dithéiste : 

« ...there are a fairly consistent linkage and subordination of Jesus to God 'the Father' in these circles, evident even in the Christian texts from the latter decades of the 1st century that are commonly regarded as a very 'high' Christology, such as the Gospel of John and Revelation. This is why I referred to this Jesus-devotion as a 'binitarian' form of monotheism: there are two distinguishable figures (God and Jesus), but they are posited in a relation to each other that seems intended to avoid the ditheism of two gods. »

Le Pasteur d'Hermas notamment, comme certains autres textes, semblent contenir des positions binitariennes : 

« 5. L'Esprit-Saint préexistant, qui a créé toutes choses, Dieu l'a fait habiter dans la chair qu'il avait choisie. Cette chair donc, dans laquelle l'Esprit-Saint prit demeure, servit fort bien l'Esprit, en marchant dans la voie de la sainteté et de la pureté, sans souiller l'Esprit en aucune façon. »

### Époque contemporaine
Aux États-Unis notamment, certaines congrégations de l'Église de Dieu, notamment celles membres de la Conférence Générale de l'Église de Dieu et de la Conférence de Salem sont binitariennes. Ces congrégations en particulier professent la divinité du Père et du Fils, mais pas du Saint Esprit.

### Liste de binitariens
- Philon d'Alexandrie[ECB 4].
- Hermas[3].
- Justin le Martyr (Tryphon le juif, Dialogue avec Tryphon)[ECB 4].
- Numénios d'Apamée[ECB 4].
- Karl Barth. Qualifié comme tel par Robert Jenson (en)[6].